# 春色光鰓魚
春色光鰓魚（學名：Chromis earina），又稱春色光鰓雀鯛，是輻鰭魚綱鱸形目雀鯛科光鰓魚屬的其中一種，分布於西太平洋區，從普魯瓦特向西至帛琉、南至巴布亞紐幾內亞、萬那杜、斐濟及印尼海域，深度60至116公尺，本魚體呈卵圓形且側扁，體色亮淡綠色，身體中部側面有一個大約鱗片大小的白點，鱗片邊緣為孔雀綠，背鰭和臀鰭邊緣具有明亮的淡綠松石藍色，背鰭硬棘12-13枚、背鰭軟條11-12枚、臀鰭硬棘2枚、臀鰭軟條12枚，體長可達6.6公分，棲息在外海陡峭礁石坡，成小群活動，以浮游生物為食，繁殖期時成對出現，雄魚會守護卵直到孵化，生活習性不明。